# Simone Luzzatto
Simone Luzzatto (Simchah ben Itzaq) (Venezia, 1580 – Venezia, 6 gennaio 1663) è stato un rabbino italiano.

## Biografia

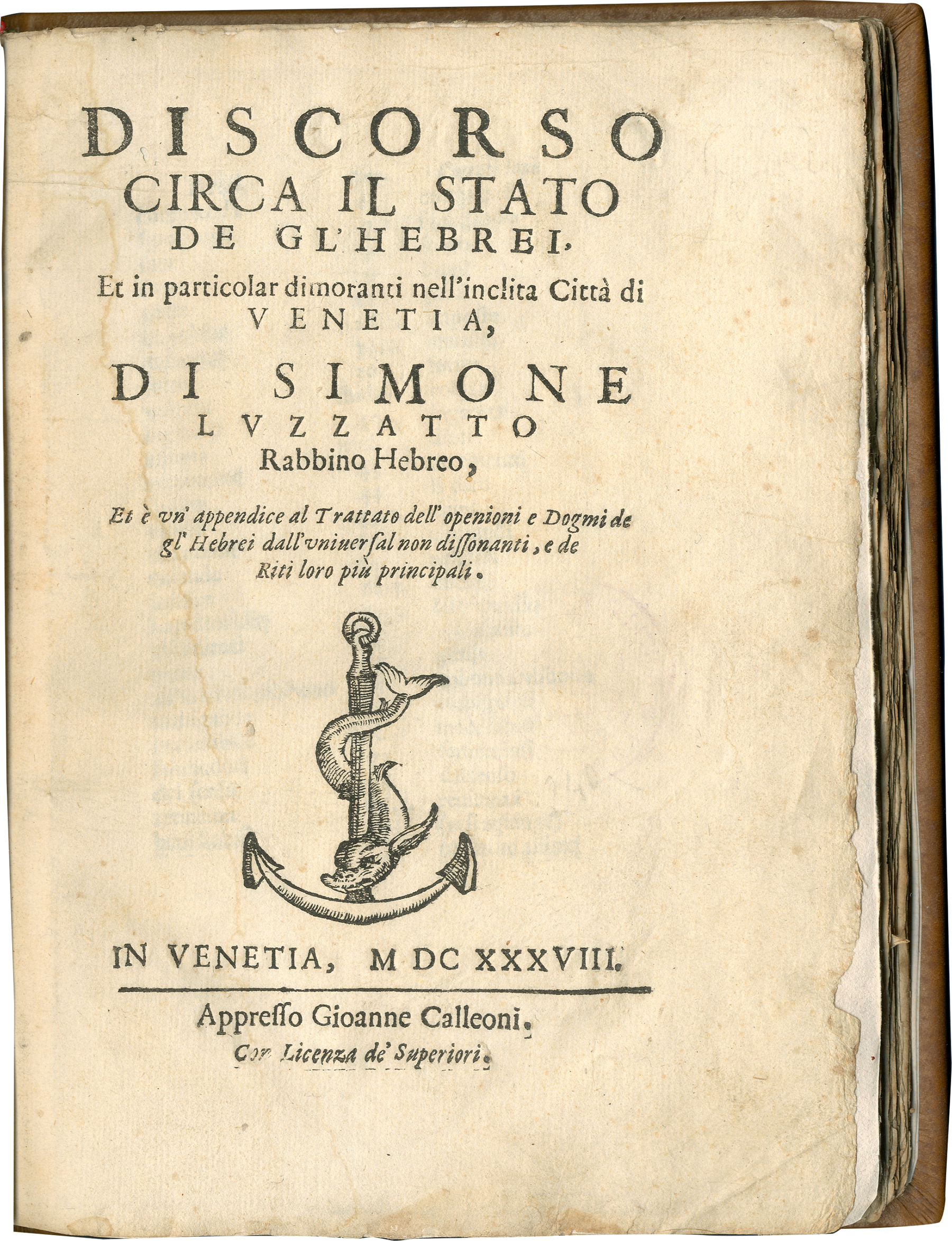
Discorso circa il stato de gl'Hebrei, Venezia, 1638

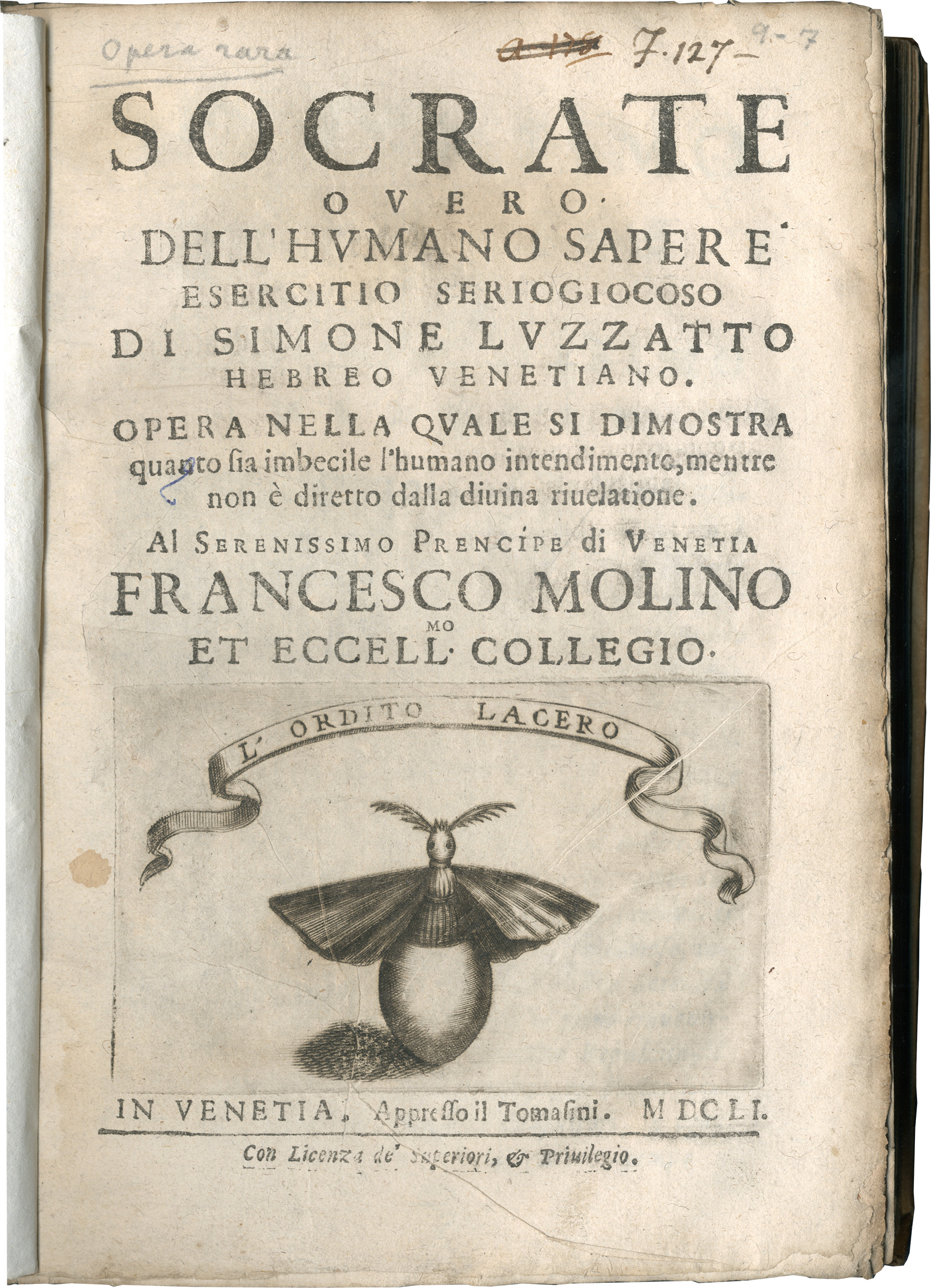
Socrate ouero Dell'humano, Venezia, 1651

Condivise con Leone Modena la guida spirituale del Ghetto di Venezia, dove visse tutta la vita. Visse in condizione di relativa ricchezza, cominciando a pubblicare i suoi responsa da giovane. Nel 1618 raccolse, su richiesta della comunità ebraica di Padova una buona somma di denaro da inviare in beneficenza a Gerusalemme e a Salonicco, contribuendo anche al riscatto di diversi ebrei che erano divenuti schiavi. Nel 1631 fu tra i fondatori (poi direttore) della scuola ashkenazita. Dopo la morte del Modena (1648) divenne presidente dell'assemblea dei rabbini della città, contribuendo a favorire l'integrazione della comunità ebraica all'interno della società veneziana del tempo.
Il suo Discorso (1638), rivolto all'aristocrazia veneziana del tempo, contiene diciotto considerazioni sulla vita ebraica, con ampia lode dei contributi alla vita economica e altre note sulla cultura e sulla religione che combattono il pregiudizio contro gli ebrei. Il successivo Socrate overo Dell'humano sapere (1651) parla della relazione tra ragione e rivelazione, e promuove l'unione del sapere umanistico con quello "scientifico", assumendo valore di testamento rispetto alla sua ricerca.

## Opere
- Discorso circa il stato de gl'Hebrei, et in particolar dimoranti nell'inclita citta di Venetia, di Simone Luzzatto rabbino hebreo, et e vn'appendice al Trattato dell'openioni e dogmi de gl'Hebrei dall'vniuersal non dissonanti, e de' riti loro più principali, Venezia: Gioanne Calleoni, 1638; anche in facsimile a cura di Riccardo Bachi, Bologna: Forni, 1976
- Socrate ouero Dell'humano sapere esercitio seriogiocoso di Simone Luzzatto hebreo venetiano. Opera nella quale si dimostra quanto sia imbecile l'humano intendimento, mentre non e diretto dalla diuina riuelatione, Venezia: Tomasini, 1651
- Sugli studi e sulle varie classi di dottori presso gli Ebrei: ragionamento, a cura di Antonio Antonelli, Venezia: G. Antonelli, 1854
- Scritti politici e filosofici di un ebreo scettico nella Venezia del Seicento, a cura di Giuseppe Veltri con la collaborazione di Anna Lissa e Paola Ferruta, Milano: Bompiani (Il pensiero occidentale), 2013 ISBN 978-88-452-7295-0